# Rozalka Olaboga (miniserial)
Rozalka Olaboga – ekranizacja powieści dla dziewcząt Rozalka Olaboga autorstwa Anny Kamieńskiej.
Utwór został w roku 1985 zekranizowany w formie siedmioodcinkowego miniserialu telewizyjnego, w którym w tytułową rolę wcieliła się Ola Piotrowska. W pozostałych rolach wystąpili między innymi: Krystyna Sienkiewicz, Krystyna Tkacz, Maria Peszek i Marcin Kołtuniak. Reżyserem miniserialu jest Jadwiga Kędzierzawska.
Bohaterką jest kilkunastoletnia dziewczynka - energiczna, zdecydowana, o wysokim poczuciu niesprawiedliwości - która ucieka od ciotki, by zamieszkać z matką w odległej podgórskiej wsi, gdzie powstaje kopalnia. Jej wygadanie, roztrzepanie i pomysłowość często wplątują ją w rozmaite kłopoty.

## Lista odcinków
1. Witaj Rozalko
2. Nowa
3. Klimek
4. Sprawa Gula
5. Panna z kozą
6. Powrót
7. Jabłka

## Obsada aktorska
- Ola Piotrowska − Rozalka
- Krystyna Sienkiewicz − Bożkowa, mama Rozalki

| - Marcin Kołtuniak − Klimek, syn sołtysa - Krystyna Tkacz − Kwietniowa, żona sołtysa wsi i matka Klimka - Marek Bielecki − kierowca Urbanek - Grażyna Błęcka − narzeczona Urbanka - Mirek Bodzioch − Jasio Mazurek - Maciej Bonarski − Zenio - Dorota Dobrowolska − mama Tomka - Adam Ferency − sołtys Kwiecień, ojciec Klimka - Magda Kraszewska − Zosia - Stanisław Leo − aptekarz - Anna Milewska − mieszkanka wsi - Andrzej Nejman − Felek Miecuch - Sławomir Orzechowski − nauczyciel - Maria Peszek − Aldzia Kłos, córka organisty - Jan Peszek − inżynier - Teresa Peszek − mama Aldzi - Karol Podgórski − doktor - Jan Prochyra − nauczyciel - Arek Pryłukin − Gul - Julia Przyłubska − Julcia - Bogusław Sar − nauczyciel Nosacki - Marcel Wiercichowski − Tomek |  | - Wiesław Wójcik − ojciec Jasia Mazurka - Mirosława Adamczyk - Jacek Garlicki - Artek Grabowski - Dorota Grzyb - Agnieszka Janowska - Barbara Kober - Piotr Kołtek - Robert Kopczyński - Kasia Kostecka - Paweł Kostecki - Ewa Kukułka - Ania Kurdziel - Artek Kwaśny - Krystyna Leo - Błażej Peszek - Andrzej Schabowski - Ika Skonieczna - Jacek Szymański - Jacek Toporkiewicz - Rysiek Wilga |

Serial został nagrany w małopolskim mieście - Ciężkowice. W serialu możemy zobaczyć fragmenty zabytkowego rynku, zabytkowe kamienice i uliczki.